# كاترين إي. سنو
كاترين إي. سنو (بالإنجليزية: Catherine E. Snow)‏ هي عالمة نفس أمريكية، ولدت في 14 ديسمبر 1945.